# Mas de Patricio (Ulldecona)
El Mas de Patricio és una masia d'Ulldecona (Montsià) inclosa a l'Inventari del Patrimoni Arquitectònic de Catalunya.

## Descripció
Antic mas envoltat en tot el seu perímetre per un mur de maçoneria d'una alçada de 4 o 3 metres. La cara sud del mur és de maçoneria amb pilars quadrats acabats amb forma piramidal, actuant com a reforç del mur; dos d'ells emmarquen la porta central de ferro. A aquesta part de mur hi ha finestres espitlleres. A l'interior s'ubica l'hort, la casa, la capella, habitatge d'obrers, celler, molí d'oli, etc. A més hi ha un pou fet amb carreus ben escairats, i una sínia enrunada. També hi ha un sistema de canalitzacions per recollir l'aigua de pluja a dues cisternes, de 5 per 3 metres i de 4 metres de profunditat, situades a la part lateral del molí.
La part d'habitatge consta de planta baixa, pis i golfes. A la planta baixa hi havia la cuina amb un fumeral que ocupava tota la paret i al primer pis hi havia diverses estances, la més gran amb xemeneia.
La capella estava pintada en la seva totalitat, imitant pilastres i dues finestres, sembla va tenir un sostre amb falsa cúpula. L'edifici té alguns trets neoclàssics molt sobris.

## Història
A les Guerres Carlines apareix un aventurer anomenat Don Patricio (Patrick, potser d'origen anglès) que aconsegueix per a ell i els seus homes unes terres situades en un lloc estratègic pel encreuament de camins, i aixecà un mas fortificat. Les terres les donà a conrear a canvi de la "setena", és a dir, de cada set arbres, el fruit d'un li pertanyia. A l'època de la Guerra Civil, el mas fou emprat com a Caserna de la Guàrdia Civil.
La capella fou cremada el 1979 aproximadament, no obstant en ella encara resten inscripcions: "Masia Don Patricio dia 15 del mes de noviembre del año 1829"; "Masia Don Patricio día 24 del mes de marzo del 1890"; "Iglesia de la Masia de Don Patricio. Godall día 7 de enero de 1889. Ramon Arnau".